# Sargeist
Sargeist es una banda de black metal finlandesa formada en 1999. Originalmente creada como un proyecto en solitario por Shatraug, del grupo de black metal Horna. Trabajó con varios músicos desde 2000, que fueron posteriormente expulsados de la banda. Tras la grabación de la demo Tyranny Returns (2001), la formación cambió incorporándose a la misma Hoath Torog y Horns como vocalista y baterista respectivamente, y ha permanecido estable hasta la actualidad.
En lo referente a la música y las letras, Sargeist se mantiene fiel a las raíces del black metal escandinavo de la vieja escuela. Sus composiciones tratan sobre satanismo,
blasfemias anticristianas, así como sobre la oscuridad, la depresión, misantropía y odio.
El nombre de la banda es una combinación de dos palabras alemanas, “sarg” (ataúd) y “geist” (espíritu, espectro), y deriva de la canción “The Old Coffin Spirit”, de la banda de black metal melódico griega Rotting Christ. Todos los miembros utilizan seudónimos (sus nombres reales son desconocidos).

## Miembros
- Shatraug – Guitarra
- Hoath Torog – Vocalista
- Horns – Batería

## Discografía
- Nockmaar/Heralding the Breath of Pestilence demo tape (2001)
- Tyranny Returns demo tape (2001)
- Split EP with Merrimack (2002)
- Satanic Black Devotion (2003)
- Split CD with Horned Almighty (2004)
- Split MC with Funeral Elegy (2004)
- Split EP with Temple of Baal(2004)
- Tyranny Returns CD/LP re-release (2005)
- Funeral Curses tape EP (2005)
- Disciple of the Heinous Path (2005)
- Split EP with Bahimiron (2006)
- The Dark Embrace EP (2008)
- SplitCrimson Wine / As the Blood Flows On... (2010)
- Let the Devil In (2010)
- Feeding the Crawling Shadows (2014)
- Unbound (2018)
- Death Veneration EP (2019)

- Datos: Q918936